# Anapausis talpae
Anapausis talpae is een muggensoort uit de familie van de Scatopsidae. De wetenschappelijke naam van de soort is voor het eerst geldig gepubliceerd in 1912 door Verrall.